# Quistrachia leptogramma
Quistrachia leptogramma är en snäckart som först beskrevs av Ludwig Pfeiffer 1846.  Quistrachia leptogramma ingår i släktet Quistrachia och familjen Camaenidae. Inga underarter finns listade i Catalogue of Life.